# Schistura callidora
Schistura callidora és una espècie de peix de la família dels balitòrids i de l'ordre dels cipriniformes.

## Etimologia
El seu nom específic deriva dels mots grecs calloni (bellesa) i doro (regal), i vol dir "dotat de bellesa".

## Morfologia
- El seu cos fa 4,2 cm de llargària maxima, és moderadament allargat i l'amplada del cap augmenta des del nivell de la boca cap enrere.
- És cobert per escates (llevat del ventre) darrere de la base de l'aleta dorsal. No en té per davant de la dorsal, encara que en té unes poques en els flancs a sota de l'esmentada aleta i disposades principalment al llarg de la línia lateral.
- Té entre 12 i 17 franges verticals fosques al cos, les quals són molt més primes en la meitat anterior del cos que en la meitat posterior.
- Presència d'una cresta dorsal en el peduncle caudal.
- La línia lateral arriba darrere de la base de l'aleta anal.
- Aleta caudal força bifurcada, amb 9+8 radis ramificats i lòbuls aguts.
- Aleta pelviana amb 8 radis i pectoral amb 10 o 11, la qual arriba una mica per darrere de la meitat de la distància que hi ha entre les bases de les aletes pectoral i pelviana.
- L'obertura de la boca és tres vegades més ampla que llarga, amb els llavis gruixuts i el llavi superior amb una incisió mitjana ben marcada i sense solcs.
- Presenta 3 taques negres a la base de l'aleta dorsal. Aleta caudal amb una única filera de punts formant una banda en forma de "V".[2][4]

## Hàbitat i distribució geogràfica
És un peix d'aigua dolça, demersal i de clima subtropical, el qual viu a Àsia (el riu Myit Nge a la conca del riu Irauadi, Myanmar).

## Observacions
És inofensiu per als humans.